# Mário Coluna
Mário Coluna, all'anagrafe Mário Esteves Coluna (ˈmaɾiu kuˈlunɐ; Inhaca, 6 agosto 1935 – Maputo, 25 febbraio 2014), è stato un calciatore portoghese, di ruolo centrocampista.
Era soprannominato "O Monstro Sagrado" (Il mostro sacro).
Nel 1999 è stato inserito al sessantesimo posto nella lista dei migliori giocatori europei del XX secolo stilata dall'IFFHS, subito dietro Gunnar Gren.
È scomparso nel 2014 all'età di 78 anni a seguito di un'infezione polmonare.

## Caratteristiche tecniche
Forte centrocampista mancino, Coluna era conosciuto per il suo stile di gioco elegante e fantasioso. Capace di segnare con forti tiri dalla distanza, era dotato di un'elevata resistenza che gli permetteva di controllare agevolmente tutti i settori del campo. Nei primi anni venne usato anche come attaccante dall'allora tecnico del Benfica Otto Glória, prima di essere arretrato a centrocampo nel ruolo di regista, posizione che mantenne per tutto il resto della carriera.

## Carriera

### Club
Coluna iniziò la sua carriera in Mozambico, giocando come attaccante nel Grupo Desportivo de Lourenço Marques, squadra nella quale venne notato dal Benfica ed aggregato alla prima squadra nel 1954.
Con la squadra lusitana raccolse in 16 stagioni una serie incredibile di successi: 10 vittorie nella Primeira Liga portoghese (nel 1954-1955, 1956-1957, 1959-1960, 1960-1961, 1962-1963, 1963-1964, 1964-1965, 1966-1967, 1967-1968 e 1968-1969) e 6 Coppe di Portogallo (nel 1955, 1957, 1959, 1962, 1964 e 1969).
Sempre con il Benfica partecipò a 5 finali della Coppa dei Campioni: nel 1961, 1962, 1963, 1965 e 1968, vincendo le prime due.
Lasciò la squadra portoghese nel 1970: come tributo alla sua grande carriera, gli venne dedicato un homenagem (ossia una partita d'addio) l'8 dicembre dello stesso anno. La partita si giocò allo Estádio da Luz e vide la partecipazione dei più grandi giocatori del periodo (tra cui Johan Cruijff, Geoff Hurst, Suárez e Bobby Moore).
Si trasferì quindi all'Olympique Lione, militante nella Prima Divisione francese, dove rimase per due stagioni (nel 1970-1971 e nel 1971-1972) prima di ritirarsi dal calcio giocato.

#### Le 5 finali nella Coppa dei Campioni
Coluna partecipò a 5 finali della Coppa dei Campioni, tutte con il Benfica. 
La prima fu il 30 maggio 1961 a Berna, contro il Barcellona, e fu vinta per 3-2 anche grazie ad un suo gol, quello del momentaneo 3-1 per i lusitani (allora guidati da Béla Guttmann).

Mário Coluna (a sinistra), capitano del Benfica, saluta l'interista Armando Picchi prima della finale di Coppa dei Campioni 1964-1965 giocata a Milano.

La seconda finale si giocò l'anno successivo, il 2 maggio 1962 ad Amsterdam, contro il Real Madrid già 5 volte campione e guidato da Alfredo Di Stéfano e Ferenc Puskás. Il Benfica poté però schierare, oltre a Coluna, anche l'attaccante Eusébio, con in panchina sempre Guttmann. Dopo un iniziale svantaggio dovuto ad una tripletta di Puskás, i lusitani segnarono il gol del momentaneo pareggio per 3-3 proprio con Coluna, prima della doppietta di Eusébio per il definitivo 5-3 finale che consegnò al Benfica la seconda Coppa dei Campioni consecutiva.
L'anno successivo Coluna e il Benfica raggiunsero nuovamente la finale, trovandosi contro il Milan guidato da Nereo Rocco, nella partita giocata il 22 maggio 1963 al Wembley Stadium di Londra. Dopo il vantaggio siglato da Eusébio, verso la fine del primo tempo Coluna (capitano e fino a quel momento tra i migliori in campo) venne colpito da una durissima entrata di Gino Pivatelli e messo in pratica fuori gioco. L'infortunio del regista bloccò il gioco dei lusitani e il Milan vinse la partita grazie ad una doppietta di José Altafini.
La quarta finale nella carriera di Coluna arrivò due anni più tardi, nel 1965, ancora contro una squadra italiana: l'Inter di Helenio Herrera nella gara giocata allo Stadio di San Siro il 27 maggio 1965. A decidere la gara, questa volta, fu un errore del portiere del Benfica Costa Pereira, che si fece sfuggire un tiro di Jair da Costa: si trattò della quarta finale in cinque anni giocata dal Benfica, ma anche della seconda finale persa.
La quinta finale del centrocampista mozambicano fu nel 1968, contro il Manchester United allenato da Matt Busby, che schierava campioni come George Best, Bobby Charlton e Denis Law: la partita si giocò il 28 maggio al Wembley Stadium di Londra, già teatro della sconfitta contro il Milan. I tempi regolamentari terminarono sul punteggio di 1-1, ma durante i supplementari lo United segnò 3 reti e la partita finì per 4-1. Per Coluna, capitano anche in questa occasione, fu l'ultima finale di Coppa dei Campioni.

### Nazionale
Coluna vestì per 57 volte la maglia del Portogallo, segnando 8 reti. La sua prima presenza fu in un'amichevole con la Scozia il 4 maggio 1955, partita persa per 0-3. Diventato capitano, guidò la sua Nazionale durante i Mondiali del 1966, dove giocò tutte le partite tranne la prima e dove la Nazionale raggiunse il terzo posto, tuttora miglior piazzamento per il Portogallo nella massima competizione calcistica mondiale.

## Dopo il ritiro
Coluna ricoprì alcuni ruoli dirigenziali all'interno della Federazione calcistica del Mozambico, ricoprendo anche il ruolo di Ministro dello Sport del suo paese dal 1994 al 1999.

## Palmarès

### Club

#### Competizioni nazionali
- Campionato portoghese: 10

Benfica: 1954-1955, 1956-1957, 1959-1960, 1960-1961, 1962-1963, 1963-1964, 1964-1965, 1966-1967, 1967-1968, 1968-1969
- Coppa del Portogallo: 6

Benfica: 1954-1955, 1956-1957, 1958-1959, 1961-1962, 1963-1964, 1968-1969

#### Competizioni internazionali
- Coppa dei Campioni: 2

Benfica: 1960-1961, 1961-1962